# 20/25TP
20/25TP — проект польского тяжёлого танка массой от 20 до 25 тонн, который так и не был реализован. Создавался под руководством Технического Исследовательского Бюро Бронированных Вооружений и Комитета по Обороне и Снабжению.

## Характеристики
Известно, что средние размеры планируемого танка были 7,3 м × 2,6 × 2,8. Он, по замыслу инженеров, преодолевал рвы глубиной 2,5 м и броды глубиной 1,2 м. Экипаж составлял 6 человек. Для дальнейшего развития PZInż. просмотрела два проекта:
1. Танк мог быть оснащён мощным 75-мм орудием Bofors, но броня составляла бы не более 35 мм. Оснащался бы также двумя пулемётами Ckm wz.30. Предположительная масса составила бы от 20 до 22 тонн, а мощность бензинового двигателя — 300 л.с. Скорость по дороге составляла бы 45 км/ч, а на пересечённой местности — 25 км/ч.
2. Танк мог быть оснащён слабым 40-мм зенитным орудием Bofors, но это компенсировалось бы толстой бронёй до 50 мм. Оснащался бы также двумя пулемётами Ckm wz.30. Масса составляла бы от 23 до 25 тонн, а мощность бензинового двигателя — 500 л.с. Скоростные характеристики оставались теми же.

Исследовательское Бюро остановилось на первом варианте с мощным орудием, однако до начала войны даже пробный экземпляр не удалось выпустить. Макет танка был уничтожен, а с ним и идея о создании польского тяжёлого танка.